# Spółka akcyjna
Spółka akcyjna, w skrócie SA lub S.A. (ang. joint-stock company, fr. société anonyme, niem. Aktiengesellschaft, wł. società per azioni) – rodzaj powszechnej w gospodarce wolnorynkowej spółki kapitałowej, której forma opiera się na obiegu akcji będących w posiadaniu akcjonariuszy. Kapitał zakładowy składa się z wkładów założycieli, którzy stają się współwłaścicielami spółki.

## Spółka akcyjna w Polsce
W Polsce spółki akcyjne działają obecnie na podstawie Kodeksu spółek handlowych, wcześniej regulował ją Kodeks handlowy. Kapitał zakładowy spółki akcyjnej podzielony jest na akcje o równej wartości. Akcje te mogą być notowane (kupowane i sprzedawane) na giełdzie (zobacz: spółka publiczna).

### Założenie spółki akcyjnej
Z chwilą zawiązania spółki, tj. objęcia akcji przez akcjonariuszy, powstaje spółka akcyjna w organizacji.
Spółka akcyjna nabywa osobowość prawną w chwili wpisania do rejestru przedsiębiorców, stanowiącego część prowadzonego przez sądy gospodarcze (rejestrowe) Krajowego Rejestru Sądowego. Ze względu na liczbę głosów przypadających na jednego akcjonariusza akcje w spółkach handlowych dzieli się na akcje zwykłe i uprzywilejowane. Posiadacze pierwszych mają jeden głos w walnych zgromadzeniach, co stanowi przeciwieństwo dla akcji uprzywilejowanych, których właściciele mają inne prawa co do wypłacanych dywidend czy sposobu głosowania na walnych zgromadzeniach.

### Własność
- akcjonariusze nie odpowiadają za zobowiązania spółki, ryzyko ponoszą jedynie do wysokości wniesionego kapitału oraz czerpią zyski (np. w postaci dywidendy);
- minimalny kapitał zakładowy wynosi 100 000 zł[a][2], a minimalna wartość nominalna akcji to 1 grosz[3];
- akcje: imienne i na okaziciela, aportowe i gotówkowe, zwykłe i uprzywilejowane; są niepodzielne, cena emisyjna nie może być niższa od nominalnej;
- zysk dzielony jest proporcjonalnie do wysokości posiadanych udziałów.

### Władze
Kodeks przewiduje, że władze spółki akcyjnej są tworzone zgodnie z modelem systemu dualistycznego, w którym obowiązkowo istnieje stały organ nadzorczy. Organami spółki są zatem:
- zarząd – powoływany maksymalnie na 5 lat, reprezentujący spółkę na zewnątrz i prowadzący jej sprawy;
- rada nadzorcza – wykonująca stały nadzór nad zarządem, składa się z minimum 3 członków, w spółkach publicznych – minimum 5 osób, powoływanych i odwoływanych przez zgromadzenie akcjonariuszy;
- walne zgromadzenie.

Na członkach zarządu ciąży tzw. zakaz konkurencji, natomiast nie ma ograniczenia liczby kadencji.

### Prawa i obowiązki
Prawa akcjonariuszy:
- prawo do otrzymania dywidendy w przypadku podziału wypracowanego zysku
- prawo do udziału i zabierania głosu podczas walnego zgromadzenia
- prawo do rozporządzania posiadanymi akcjami
- prawo do pozyskania informacji na temat działalności spółki

Obowiązki akcjonariuszy:
- obowiązek wniesienia do spółki pełnego wkładu na akcje
- obowiązek powtarzających się świadczeń niepieniężnych związany z akcjami imiennymi
- obowiązek zwrócenia świadczeń, które zostały nienależnie przez akcjonariusza pobrane

### Rozwiązanie spółki akcyjnej
Rozwiązanie spółki może nastąpić:
- z przyczyn przewidzianych w statucie;
- w wyniku uchwały walnego zgromadzenia;
- upadłości (bankructwa);
- z innych przyczyn wymienionych w Kodeksie spółek handlowych.

Rozwiązanie następuje w drodze postępowania likwidacyjnego; likwidatorami są co do zasady ostatni członkowie zarządu, likwidatorów może ustanowić sąd. W przypadku upadłości jest prowadzone postępowanie upadłościowe i dopiero po jego ukończeniu następuje rozwiązanie spółki.

### Oznaczenie spółki akcyjnej
W obrocie handlowym każda spółka akcyjna w Polsce zobowiązana jest podawać w swojej firmie (czyli nazwie własnej) oznaczenie swojej formy prawnej dodając zwrot spółka akcyjna lub skrót S.A. Art. 305 kodeksu spółek handlowych stwierdza:

§ 1. Firma spółki może być obrana dowolnie; powinna zawierać dodatkowe oznaczenie „spółka akcyjna”.
§ 2. Dopuszczalne jest używanie w obrocie skrótu „S.A.”

Natomiast zgodnie z polskimi konwencjami ortograficznymi powinno się używać skrótowca SA, bez kropek. Wariant pisany z kropkami został również negatywnie oceniony przez Radę Języka Polskiego. Wobec powyższego, zgodnie z art. 305 KSH, w obrocie prawnym powinno się używać skrótowca z kropkami, natomiast w obrocie powszechnym (w tym np. w publikacjach prawniczych, tzn. wszędzie poza dokumentami) powinno się stosować pisownię zgodną z polską ortografią, czyli SA bez kropek.

### Jednoosobowa spółka akcyjna
Kodeks spółek handlowych definiuje jednoosobową spółkę akcyjną jako spółkę, której wszystkie akcje należą do jednego akcjonariusza. W takim wypadku akcjonariusz ten samodzielnie wykonuje wszystkie uprawnienia walnego zgromadzenia. Przepisy regulujące spółkę akcyjną w przeważającej części znajdują również zastosowanie w odniesieniu do jej jednoosobowej formy.

### Spółka akcyjna a spółka giełdowa
Nie każda spółka akcyjna jest spółką giełdową, natomiast każda spółka notowana na giełdzie musi być spółką akcyjną. Na giełdzie może być notowana wyłącznie spółka, która uzyska zgodę Komisji Nadzoru Finansowego oraz spełni szereg szczegółowych warunków stawianych spółkom publicznym, przez ustawę o ofercie publicznej i warunkach wprowadzania instrumentów finansowych do zorganizowanego systemu obrotu oraz o spółkach publicznych. Na GPW występują tylko największe spółki akcyjne i nie stanowią one większości wśród ogółu istniejących spółek akcyjnych w Polsce. Notowanie na GPW wiąże się z surowymi rygorami dotyczącymi stanu finansowego i sposobu prowadzenia spółki akcyjnej, nie każda spółka jest w stanie je spełnić i nie każdej to się opłaca.

## Spółki akcyjne w państwach Unii Europejskiej
Odpowiednikami polskiej spółki akcyjnej w poszczególnych państwach członkowskich UE są następujące rodzaje spółek:
- Austria – die Aktiengesellschaft (AG),
- Belgia – la société anonyme/de naamloze vennootschap,
- Bułgaria – акционерно дружество,
- Cypr – Δημόσιες εταιρείες περιορισμένης ευθύνης με μετοχές, δημόσιες εταιρείες περιορισμένης ευθύνης με εγγύηση που διαθέτουν μετοχικό κεφάλαιο,
- Dania – aktieselskaber,
- Estonia – aktsiaselts,
- Finlandia – julkinen osakeyhtiö/publikt aktiebolag,
- Francja – société anonyme (SA), société par actions simplifiée (SAS), société en commandite par actions (SCA),
- Grecja – ανώνυμη εταιρία,
- Hiszpania – la sociedad anónima,
- Holandia – de naamloze vennootschap (N.V.),
- Irlandia – public companies limited by shares oraz public companies limited by guarantee having a share capital,
- Litwa – akcinė bendrovė,
- Luksemburg – la société anonyme,
- Łotwa – akciju sabiedrība,
- Malta – kumpannija pubblika/public limited liability company, kumpannija privata/private limited liability company,
- Niemcy – die Aktiengesellschaft (AG),
- Portugalia – a sociedade anónima,
- Republika Czeska – akciová společnost (a.s.),
- Rumunia – societate pe acțiuni,
- Szwecja – aktiebolag,
- Słowacja – akciová spoločnosť,
- Słowenia – delniška družba,
- Węgry – részvénytársaság,
- Wielka Brytania – public companies limited by shares oraz public companies limited by guarantee having a share capital,
- Włochy – la società per azioni.